# Калаглия
Калаглия (укр. Калаглія) — село, относится к Овидиопольскому району Одесской области Украины.
Население по переписи 2001 года составляло 1502 человек. Почтовый индекс — 67815. Телефонный код — 4851. Код КОАТУУ — 5123781701.
| Село Калаглия возникло в конце 18 века. Первое письменное упоминание о нем встречается в жалобе игумена Березунского монастыря Паисия на казаков, датированной 1784 годом. Первыми жителями села были беглые крепостные и казаки Черноморского войска, среди которых был есаул Федор Бурнус. |
| Название села местные жители производят от украинских слов "коло глея". Глеем в то время называли некоторые разновидности глин. В береговых обрывах в районе села такие глины встречаются, и их даже добывали как строительный материал. Не случайно в настоящее время вблизи села действует кирпичный завод. Глины, а так же многочисленные выходы понтического известняка в конце 18 - начале 19 века привели к довольно интенсивному строительству на этой части побережья Днестровского лимана. При этом часто во время строительства вскрывались античные пласты с амфорами и другими артефактами. Местность эта имеет очень древнюю историю, поэтому и сегодня на огородах ежегодно находятся интересные археологические артефакты. Калаглия расположена на левом берегу Днестровского лимана рядом с Карагольским заливом. Многочисленные балки и яры, рассекающие берега лимана создают неповторимые ландшафты. Богат здесь и животный мир, одних только пернатых насчитывается около 60 видов. Главная архитектурная достопримечательность села - церковь святого Николая, основанная в 1880 году. Недавно церковь отреставрировали, поэтому она смотрится моложе своих лет. |

## Местный совет
67815, Одесская обл., Овидиопольский р-н, с. Калаглия, ул. Фрунзе, 23